# ど根性物語 銭の踊り
『ど根性物語 銭の踊り』（どこんじょうものがたり ぜにのおどり）は、1964年5月2日に公開された日本映画。併映は『宿無し犬』。

## 受賞
- キネマ旬報スチール・コンテスト選出

## 解説
市川崑監督、久里子亭（市川夫妻の共同ペンネーム）脚本のアクション映画。撮影は『座頭市千両首』の宮川一夫。市川崑が大映で撮った最後の作品である。当時、市川は自宅を建てる費用を大映から借金しており、社長だった永田雅一の急な打診を引き受けた。大映としては、直接は関係ないが、森一生監督の『ど根性物語 図太い奴』と含めて勝新主演の『ど根性シリーズ』構想があったのだという。市川はこの時期、既に『東京オリンピック』の監督就任が決まっていたが、本作の撮影終了日を明示することで、製作準備を待ってもらう形で本作の製作に入った。しかし大映が春闘に突入して雇用されているスタッフ達が思うように集まらず、独立プロの応援や外部の録音スタジオを借りるなどして製作は続けられたが、結局、想定の7割程しか撮影できず、予定より短い上映時間で公開された。
本作は、勝新太郎が初めて主演した現代劇であり、当時のマスコミも関心が高く「三振か、場外ホーマーか」と見出しを書くところもあった。これに対して市川は、キネマ旬報誌上で「現代感覚の活動写真、出来上がるまで分からない映画」とコメントしている。撮影を担当した宮川一夫は、本作では機動性のあるアリフレックスを使っての手持ち撮影を多用している。

## キャスト
- 町田八百 ： 勝新太郎
- 十條月見 ： 江利チエミ
- 姫一枝 ： 船越英二
- 江戸仙蔵 ： 浜村純
- 堀川五六 ： ロイ・H・ジェームス
- 九谷丸吉 ： 大辻伺郎
- 吉良警部補 ： スマイリー小原
- 刑事Ａ ： 潮万太郎
- 刑事Ｂ ： 夏木章
- 刑事Ｃ ： 伊東光一
- クロード・デントン ： マイク・ダニン
- 若い鑑識課員 ： 松沢仁
- ホテルのボーイ ： 森矢雄二
- ボディガード ： 津田駿二
- ボディガード ： 九段五郎
- ボディガード ： 藤井竜史
- ボディガード ： 山根圭一郎
- ボディガード ： 杉森麟
- 遊佐 ： 村上不二夫
- タクシーの運転手 ： 志保京助
- 焼鳥屋のおやじ ： 佐々木正時
- 二世風の男 ： 伊藤素道
- タクシー会社の社長 ： 星ひかる
- 役名不明 ： 橋本力、高見貫、此木透、竹内哲郎、米沢富士雄、中原健、森一夫 、横山明、杉山明、吉葉千郎、佐山真次、佐藤八郎、飯塚昌二

## スタッフ
- 監督 ： 市川崑
- 脚本 ： 久里子亭
- 企画 ： 藤井浩明、斎藤米二郎
- 製作 ： 永田雅一
- 撮影 ： 宮川一夫
- 美術 ： 渡辺竹三郎
- 音楽 ： ハナ肇、宮川泰
- 演奏 ： 松本英彦クワルテット
- 録音 ： 飛田喜美雄
- 照明 ： 伊藤幸夫
- 編集 ： 中静達治
- スチル ： 薫森良民
- 特殊撮影 ： 築地米三郎
- 記録 ： 中井妙子
- 助監督 ： 崎山周
- 製作主任 ： 大岡弘光
- スチール ： 薫森良民
- 現像 ： 東京現像所